# Зіновать Блоцького
Зінова́ть Бло́цького, або роки́тничок Бло́цького (Chamaecytisus blockianus) — багаторічна рослина родини бобових. Вузький ендемік, занесений до Червоної книги України, Європейського червоного списку та Червоного списку Міжнародного союзу охорони природи. Декоративна і медоносна рослина.

## Опис
Листопадний кущ 20-40 см заввишки, нанофанерофіт. Пагони висхідні, запушені. Листки трійчасті, складені з оберненояйцеподібних або видовжено-оберненояйцеподібних, запушених листочків. Суцвіття на початку розвитку схоже на китицю, потім формується у голівку, що складається з 2-10 блідо-жовтих квіток. Плід — видовжений, густо волохато-волосистий біб.

## Екологія та поширення
Рослина світлолюбна, посухостійка, полюбляє ґрунти, багаті на кальцій. Зростає на вапнякових, лучно-степових схилах, серед чагарників, на галявинах широколистяних лісів.
Квітне у травні-серпні. Плодоносить у липні-вересні. Розмножується насінням, але насіннєві продуктивність і відтворення незадовільні. Значно більш поширене вегетативне розмноження: кожен кущ зіноваті Блоцького здатен сформувати 1-4 підземних пагони з 1-2 генеративними бруньками. Після їх відростання навколо материнської рослини формується негуста куртина з дочірніх особин.
Ареал зіноваті Блоцького доволі невеликий за площею і практично весь знаходиться в межах Поділля (Україна). Ця рослина трапляється переважно у північно-західній частині правобережного Лісостепу, а окремі невеликі осередки можна знайти у Розточчі та Опіллі. У лівобережній частині Лісостепу знайдено лише одне місце зростання. Чисельність популяцій, як правило, не перевищує кількох сотень особин, але їх стан досить стабільний.

## Значення і статус виду
Головними загрозами для заростей цієї рослини є видобуток вапняку, спалювання трави, заліснення схилів, надмірне випасання худоби тощо. Вид охороняється в національному парку «Подільські Товтри», природному заповіднику «Медобори», Кошарнинському, Грабарківському, Самчинецькому заказниках, пам'ятці природи «Лиса Гора та Гора Сипуха». Єдине лівобережне місце зростання зіноваті Блоцького розташоване на теренах Українського степового заповідника (філія «Михайлівська цілина»).
Рослина під час цвітіння має привабливий вигляд, але через свою рідкісність практично не відома у культурі. Наразі її можна побачити лише в колекції Кам'янець-Подільського ботанічного саду.

## Синоніми
- Cytisus blockianus Pawł.[1]